# Indicator willcocksi
El indicador de Willcocks (Indicator willcocksi) es una especie de ave en la familia Indicatoridae.
Su nombre hace referencia al General Sir James Willcocks.

## Distribución
Se lo encuentra en Camerún, República Centroafricana, República del Congo, República Democrática del Congo, Costa de Marfil, Guinea Ecuatorial, Gabón, Ghana, Guinea-Bissau, Liberia, Nigeria, Ruanda, Sierra Leona, y Uganda.